# Royal Bank of Scotland

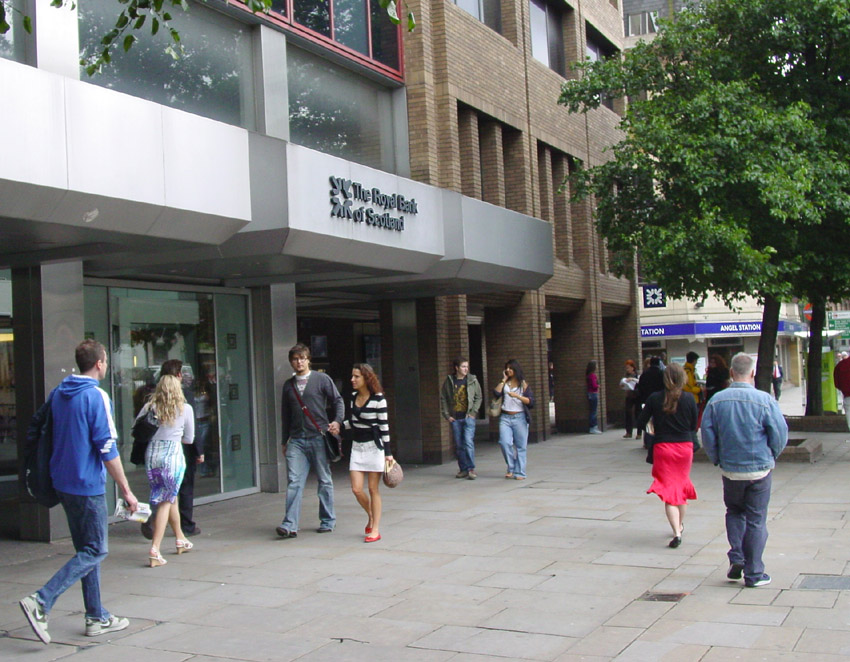
Pobočka banky v londýnském obvodu Islington.

Royal Bank of Scotland (RBS) je jedna ze 3 dceřiných společností firmy NatWest Group plc v oblasti retail bankovnictví, další jsou NatWest a Ulster Bank. RBS má asi 700 poboček, nejvíc ve Skotsku, Anglii a Walesu. Banka ani její vlastník NatWest Group nejsou součástí další velké banky v Edinburghu Bank of Scotland, která vznikla o 32 let dřív v roce 1695.

## Česká pobočka
V červnu 2017 byla pobočka RBS v Praze uzavřena, důvodem byla nová strategie víc se zaměřit na domácí trhy ve Velké Británii a ve Skotsku.